# Bobby Lord
Bobby Lord (* 6. Januar 1934 in Sanford, Florida; † 16. Februar 2008 in Stuart, Florida) war ein US-amerikanischer Country- und Rockabilly-Sänger sowie Songwriter und Fernsehmoderator.

## Leben

### Kindheit und Jugend
Geboren in Sanford, Florida, zog die Familie Bobby Lords bald nach Tampa. Während er hier seine High-School-Zeit absolvierte, hatte er schon seine erste, eigene lokale Fernsehsendung, die Bobby Lord Homefolks Show. Eigentlich war er in der Show nur als Gast eingeladen, doch bald übernahm er die Sendung ganz und bekam eine einstündige Samstagabend-Sendung.

### Anfänge
Seinen ersten großen Auftritt hatte er in der Fernsehsendung Paul Whitemans in New York aufgrund eines gewonnenen Talentwettbewerbs. 1953 reichte der Komponist Boudleaux Bryant ein Demo-Schnitt Lords an den Produzenten Don Law weiter, der bei den Columbia Records arbeitete. Kurz darauf nahm Columbia Lord unter Vertrag. Seine erste Single wurde 1955 mit No More, No More, No More! und Why Were You Only Fooling Me? auf der B-Seite veröffentlicht. In der folgenden Zeit konnte er immer wieder mit Country- und Rockabilly-Titeln wie Everybody’s Rockin’ But Me, Beautiful Baby und I’m The Devil Who Made Her Erfolge verbuchen. Zur selben Zeit wurde er Mitglied des Ozark Jubilee, einer Fernsehshow geleitet von Red Foley.

### Karriere
Als das Ozark Jubilee 1960 abgesetzt wurde, zog er nach Nashville, Tennessee, wo er Gelegenheit hatte, in der Grand Ole Opry, der erfolgreichsten und bekanntesten Radioshow Amerikas, aufzutreten. Bis Mitte der 1970er Jahre sollte er Mitglied der Opry bleiben. 1961 wechselte er von Columbia zu den Hickory Records, wo er bis 1967 Platten veröffentlichte. Danach wechselte er nochmals das Plattenlabel, diesmal zu den Decca Records, wo ihm weiterhin Top-10 und Top-20 Chartplatzierungen gelangen. Zudem moderierte er seine eigene Fernseh-Show, die Bobby Lord Show. Die Hausband der Show schloss unter anderem auch den Gitarristen Jerry Byrd ein, der in den 1940er Jahren äußerst erfolgreich war. 1966 unternahm er dann erstmals eine Tournee durch Europa, was er mehrmals wiederholte. Neben seinen Auftritten in der Opry und seiner eigenen Sendung moderierte er noch eine Country-Sendung auf dem Radiosender WSM. Auch als Schriftsteller betätigte sich Lord. Sein Buch Hit the Glory Road erschien 1969.
Mitte der 1970er-Jahre zog Lord sich langsam aus der Musikszene zurück. Als leidenschaftlicher Camper und Angler moderierte er bis in die 1980er Jahre hinein noch die Fernsehsendung Country Sportsman. Danach zog Lord sich in seinen Heimatstaat zurück, um mehr Zeit mit seiner Familie zu verbringen. Trotzdem trat er bis in die 1980er Jahre öffentlich auf, danach setzte er sich als zweimaliger Großvater endgültig zur Ruhe.
Die letzten Jahre seines Lebens lebte Bobby Lord mit seiner Frau Mozelle in Jensen Beach (Florida). Er starb im Februar 2008 nach langer Krankheit in einem Krankenhaus in Stuart.

## Diskografie
| Jahr             | Titel                                                             | Anmerkungen                                              |
| ---------------- | ----------------------------------------------------------------- | -------------------------------------------------------- |
| Columbia Records |                                                                   |                                                          |
| 1955             | No More, No More, No More! / Why Were You Only Fooling            |                                                          |
| 1955             | Ain’t You Ever Gonna / I’m The Devil Who Made Her                 |                                                          |
| 1955             | Sittin’ Home Prayin’ / Something’s Missing                        |                                                          |
| 1955             | Hawkeye / I Can’t Make My Dreams                                  |                                                          |
| 1955             | I Can’t Do Without You Anymore / Don’t Make Me Laugh              |                                                          |
| 1956             | So Doggone Lonesome / Pie, Peachie Pie Pie                        | So Doggone Lonesome im Original von Johnny Cash          |
| 1956             | Beautiful Baby / The Fire Of Love                                 |                                                          |
| 1956             | Everybody’s Rockin’ But Me / Without Your Love                    |                                                          |
| 1957             | Your Sweet Love / My Baby’s Not My Baby                           |                                                          |
| 1957             | High Voltage / Just Wonderful                                     |                                                          |
| 1957             | Am I A Fool? / I Know It Was You                                  |                                                          |
| 1958             | The Fire Of Love / Sack                                           |                                                          |
| 1958             | Walking Alone / When I’ve Learned                                 |                                                          |
| 1959             | Party Pooper / What A Thrill                                      |                                                          |
| 1959             | Too Many Miles / Swamp Fox                                        |                                                          |
| 1960             | Give Me A Woman / Where Did My Woman Go                           |                                                          |
| 1960             | Before I Lose My Mind / When The Snow Falls                       |                                                          |
| 1961             | Fascination / A Rose and A Thorn                                  |                                                          |
| Hickory Records  |                                                                   |                                                          |
| 1961             | I’ll Go Alone / My Heart Tells Me So                              |                                                          |
| 1962             | Precious Jewel / Trail of Tears                                   |                                                          |
| 1962             | Don’t Shed Any Tears For Me / Out Behind The Barn                 | Out Behind The Barn im Original von Little Jimmy Dickens |
| 1963             | Shopping Center / Cry, Cry Darling                                | Cry, Cry Darling im Original von Jimmy C. Newman         |
| 1963             | Live Can Have A Meaning / Pickin’ With Gold                       |                                                          |
| 1964             | Take The Bucket To The Well / A Man Needs A Woman                 |                                                          |
| 1965             | I’m Going Home Next Summer / That Room In The Corner Of The House |                                                          |
| 1966             | Cash On The Barrelhead / That’s Love                              |                                                          |
| 1966             | It Only Hurts When I’m Laughing / Losers Like Me                  |                                                          |
| Decca Records    |                                                                   |                                                          |
| 1967             | Look What You’re Doing / On and On Goes The Hurt                  |                                                          |
| 1967             | One Day Down / Shadows Of The Wall                                |                                                          |
| 1968             | Live Your Life Out Loud / Charlotte North Carolina                |                                                          |
| 1968             | It’s My Life / True And Lasting Kid                               |                                                          |
| 1969             | Don’t Forget To Smell The Flowers / Yesterday’s Letter            |                                                          |
| 1969             | Do You Ever Think Of Me / Rainbow Girl                            |                                                          |
| 1970             | Something Real / You And Me Against The World                     |                                                          |
| 1970             | Violets Are Red / Wake Me Up Early In The Morning                 |                                                          |
| 1971             | So In Love With You / Goodbye Juke Box                            |                                                          |
| 1971             | Peace Of Mind / They’ve Got Something In The Country              |                                                          |
| 1972             | Everybody’s Here / Inspiration                                    |                                                          |
| Rice Records     |                                                                   |                                                          |
| 1973             | Got Yourself Something / I’ve Had You                             |                                                          |
| 1973             | Hello Wine / Looking For A Cold, Lonely Winter                    |                                                          |
| 1974             | Your Song / ?                                                     |                                                          |